# Едвард Еллінгтон
Едвард Леонард Еллінгтон (англ. Edward Leonard Ellington; 30 грудня 1877, Кенсінгтон, Лондон — 13 червня 1967, Вонсворт, Лондон) — британський воєначальник, маршал Королівських повітряних сил (1937), лицар Великого хреста ордену Лазні. За часів Першої світової війни служив у лавах Королівського льотного корпусу британської армії на Західному фронті. У міжвоєнний період проходив службу на різних посадах у Королівських ПС, зокрема командував британською військовою авіацією на Середньому Сході, в Британській Індії та в Іраку. З 1933 до 1937 року — начальник штабу Королівських ПС, всіляко сприяв розвитку авіації. Був ініціатором створення потужної системи протиповітряної оборони Великої Британії, стояв у витоків заснування Винищувального, Бомбардувального, Берегового та Тренувального командувань ПС Британії. З 1937 року до виходу у відставку — інспектор-генерал Королівських ПС.

## Біографія
Едвард Леонард Еллінгтон народився у лондонському районі Кенсінгтон, в родині інженера Едварда Еллінгтона та Меріон Флоренс (уроджена Леонард). Освіту здобув у Кліфтонському коледжі. Поступив на навчання до Королівської військової академії у Вуліджі, яку закінчив 1 вересня 1897 року і розпочав офіцерську службу в Королівській польовій артилерії. 1 вересня 1900 року присвоєне звання лейтенанта британської армії. 27 квітня 1904 року став капітаном.
Після продовження навчання у Королівському військово-морському коледжі у Портсмуті в 1908 році, 24 серпня 1909 року був призначений до Воєнного офісу. 9 серпня 1910 року став штаб-офіцером. 1912 році розпочав підготовку на військового пілота. 1 жовтня 1912 року здобув сертифікат Королівського аероклубу № 305. У листопаді 1912 року його призначили до офісу секретаря авіаційного комітету, що згодом став Директоратом військової аеронавтики. 17 грудня 1913 року переведений до резерву Королівського льотного корпусу британської армії.
На початок Першої світової війни Еллінгтон навчався в Центральній льотній школі. 5 жовтня 1914 року його відрядили на посаду заступника помічника генерал-квартирмейстера штабу Британських експедиційних сил у Франції. 6 березня 1915 року присвоєне звання підполковника і призначено помічником ад'ютанта і генерал-квартирмейстером 2-ї кавалерійської дивізії.
З 22 липня 1915 року Еллінгтон служив штабним офіцером у штабі 2-ї армії, потім, з 5 лютого 1916 року у Департаменті начальника Імперського Генерального штабу, і, нарешті, з 14 січня 1917 року у штабі VIII корпусу. 20 листопада 1917 року Еллінгтона призначили заступником генерального директора з військової аеронавтики під командуванням генерал-майора Джона Салмонда у Воєнному офісі. 18 січня 1918 року Еллінгтон змінив Джона Салмонда на посаді генерального директора і посідав цю посаду, доки її не було ліквідовано у зв'язку зі створенням Королівських ВПС у квітні 1918 року.
У серпні 1919 року Едварду Еллінгтону присвоєне звання майор-генерал, яке згодом було перейменоване на віце-маршала авіації. В березні 1922 року він став командиром повітряного командування на Близькому Сході. У листопаді 1923 року його призначено командиром повітряного командування у Британській Індії, на цій посаді він очолював дії авіації під час придушення повстання Махсуда на північно-західних кордонах, що стало відомим як війна Пінка. У листопаді 1926 року — командувач Повітряного командування в Іраку, брав участь у операціях з боротьби з повстанням під проводом шейха Махмуда Барзанджі в 1927 році. У лютому 1929 року, після повернення до Англії став командувачем протиповітряної оборони Великої Британії з підвищенням до маршала авіації 1 липня 1929 року.
27 лютого 1930 року Еллінгтона призначено головним повітряним ад'ютантом короля. 1 січня 1933 року він отримав підвищення у Головні маршали повітряних сил.
22 травня 1933 року Еллінгтон був призначений начальником штабу Королівських ПС, змінивши на посаді головного маршала авіації сера Джона Салмонда. У цій ролі він протягом трьох років реалізував план, відомий як «Схема F», щодо збільшення чисельності Королівських ПС до 187 ескадрилей (п'ять ескадрилей бомбардувальників на кожні дві ескадрильї винищувачів, що відображало домінування стратегії бомбардувальників на той час). Нарощування британської авіації здійснювалося в контексті протидії загрозі з боку гітлерівської Німеччини. Еллінгтон реорганізував Королівські повітряних сил, заснувавши з командування з протиповітряної оборони Великої Британії Винищувальне, Бомбардувальне, Берегове та Тренувальне командувань ПС Британії.
1 січня 1937 року Едварду Еллінгтону присвоєне звання маршал Королівських повітряних сил.
1 вересня 1937 року, після завершення терміну перебування на посаді начальника штабу Королівських ПС, Еллінгтон став генеральним інспектором військової авіації Британської імперії.
4 квітня 1940 року Еллінгтон пішов у відставку, незабаром після початку Другої світової війни. 13 червня 1967 року він помер від коронарного тромбозу в лікарні Scio House в Лондоні у віці 89 років.